# NDR 2
NDR 2 – niemiecka stacja radiowa należąca do Norddeutscher Rundfunk (NDR), publicznego nadawcy radiowo-telewizyjnego dla północnych Niemiec. Została uruchomiona w 1956 roku i adresowana jest do słuchaczy w średnim wieku, preferujących muzykę rozrywkową. Aktualnie jej oferta muzyczna jest zbliżona do formatu adult contemporary. Siedzibą stacji jest centrum radiowe NDR w Hamburgu. 
Stacja jest dostępna w analogowym i cyfrowym przekazie naziemnym na całym obszarze obsługiwanym przez NDR, czyli w krajach związkowych Hamburg, Dolna Saksonia, Szlezwik-Holsztyn i Meklemburgia-Pomorze Przednie, a także - ze względu na zasięg nadajników - w Bremie. Dodatkowo można ją znaleźć w Internecie oraz w niekodowanym przekazie z satelity Astra 1M. 